# Wilhelm Eduard Wilda
Wilhelm Eduard Wilda (oprindelig Wolf Ephraim Seligmann, født 17. august 1800 i Altona, død 9. august 1856 i Kiel) var en tysk retslærd.
Wilda blev student 1821 och dr. jur. 1825. Han kastede sig, under påvirkning af Falck og Kolderup-Rosenvinge, over Studiet af nordisk retshistorie, blev 1831 privatdocent, samme år ekstraordinær professor i Halle, 1842 ordentlig professor i Breslau, 1854 Falcks efterfølger i Kiel. Som besvarelse af en af Videnskabernes Selskab i København udsat prisopgave udgav Wilda Das Gildenwesen im Mittelalter (1831), som han med "inderlig Højagtelse og Taknemmelighed" tilegnede selskabet. Han skrev desforuden De libertate Romana, quæ urbes Germaniæ ab imperatoribus sunt exornatæ (1831) og udgav sammen med August Ludwig Reyscher Zeitschrift für Deutsches Recht und Deutsche Rechtswissenschaft. I 1842 udkom Wildas berømte Geschichte des deutschen Strafrecht. I. Das Strafrecht der Germanen, tilegnet Friedrich Christoph Dahlmann og Jacob Grimm, et værk, der vakte den største opsigt og for lang tid var et hovedarbejde.